# Tunis Grand Prix 2018
Il Tunis Grand Prix 2018 è stato la 3ª edizione dell'annuale meeting di judo e si è tenuto a Tunisi, in Tunisia, dal 19 al 21 gennaio 2018. Il meeting è stato anche la tappa inaugurale del circuito IJF World Tour 2018.

## Risultati
Di seguito i primi tre classificati di ogni specialità.

### Uomini
| Specialità | 1º classificato      | 2º classificato     | 3º classificato                      |
| -60kg      | Walide Khyar         | Matjaz Trbovc       | Ğūsman Qyrğyzbaev Seiya Miyanohara   |
| -66kg      | Shakhram Akhadov     | Taroh Fujisaka      | Aram Grigorjan Yerlan Serikzhanov    |
| -73kg      | Zhansay Smagulov     | Akil Gjakova        | Mirzahid Farmonov Yuhei Yoshida      |
| -81kg      | Stanislav Semënov    | Vedat Albayrak      | Kenya Kohara Eduardo Yudy Santos     |
| -90kg      | Islam Bozbayev       | Krisztián Tóth      | David Klammert Noël van 't End       |
| -100kg     | Benjamin Fletcher    | Ramazan Malsujgenov | Viktor Demyanenko Leonardo Goncalves |
| +100kg     | Oleksandr Hordijenko | Javad Mahjoub       | Ruslan Šachbazov Tamerlan Bašaev     |

### Donne
| Specialità | 1º classificato | 2º classificato  | 3º classificato                       |
| -48kg      | Dar"ja Bilodid  | Alexandra Pop    | Mei Tanaka Maryna Černjak             |
| -52kg      | Jessica Pereira | Distria Krasniqi | Mai Kose Anja Štangar                 |
| -57kg      | Nora Gjakova    | You Jeong Kwon   | Miryam Roper Sarah Leonie Cysique     |
| -63kg      | Tina Trstenjak  | Aimi Nouchi      | Katharina Haecker Magdalena Krssakova |
| -70kg      | Kim Polling     | Roxane Taeymans  | Gemma Howell Saki Niizoe              |
| -78kg      | Mao Izumi       | Karen Stevenson  | Chloe Dollin Klara Apotekar           |
| +78kg      | Maryna Sluckaja | Beatriz Souza    | Halyna Tarasova Nihel Cheikh Rouhou   |